# Jean de Bodt
Jean (de) Bodt (né en 1670 à Paris et mort le 3 janvier 1745 à Dresde) est un architecte du baroque classique et général prussien et électoral saxon.

## Biographie

### Famille
Bodt est né à Paris de parents réformés. Il déclare que ses parents sont Arnold Bodt et dame Caterine de Gion. Bodt pourrait être le fils d'Arnold von Both (Bodt), émigré du Mecklembourg à Paris, et d'une Française. Il pourrait tout aussi bien être originaire des Pays-Bas. La présence du buttfisch dans son écusson est un indice. Bodt est marié deux fois. Il est peu probable que sa première femme ait été une fille illégitime de Guillaume III d'Orange. John Bodt épouse plutôt Elizabeth Timberly à Londres en 1694, dont il divorce en 1706. On peut également prouver son second mariage avec Magdalena von Persode (morte le 13 avril 1734 à Neustadt Dresde, 53 ans), sœur du major général Johann von Persode (de), qu'il épouse le 23 février 1707 à Berlin. De ce mariage naquirent plusieurs filles, dont:
- Suzanne Eléonore von Bodt mariée avec Karl Moritz von Wangelin. Leur fille épouse Karl Kuno Ludwig von Klitzing (de).
- Charlotte von Bodt mariée avec Johann Sigmund von Petzinger (de).

### Carrière
Jean de Bodt étudie l'architecture en France auprès de François Blondel, mais fuit en Hollande en tant que huguenot en 1685 après l'abrogation de l'édit de Nantes en raison de sa foi protestante. En tant qu'officier au service du prince Guillaume d'Orange, il trouve l'occasion, en plus de participer à diverses campagnes, de poursuivre ses études aux Pays-Bas et plus tard - également dans l'entourage du prince - en Angleterre. À Londres, il devient capitaine du corps d'infanterie et du génie.
Berlin et la Prusse

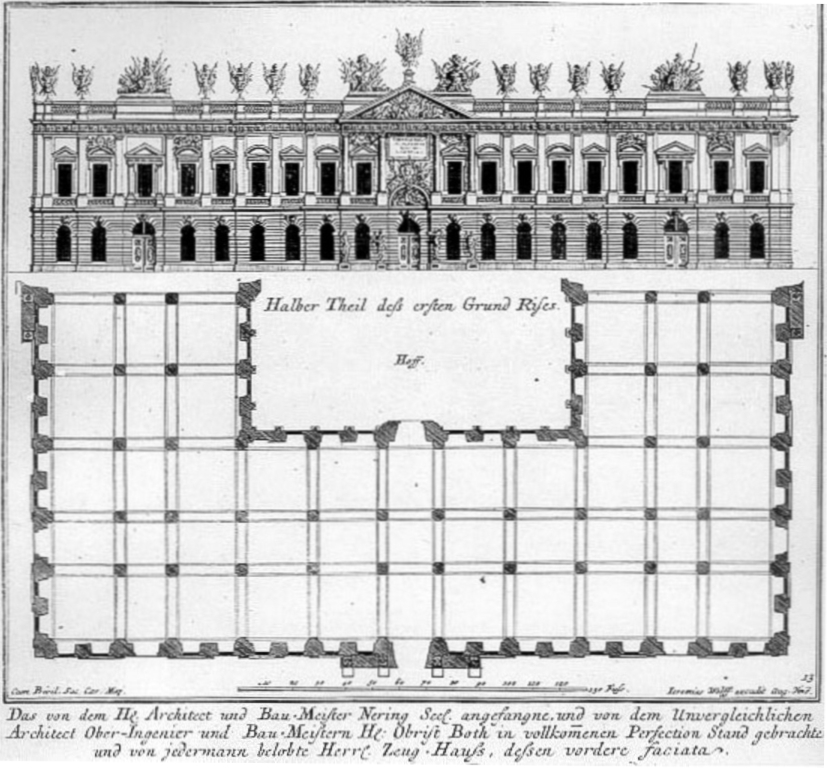
Manège militaire de Berlin : élévation de la façade et plan en demi-étage d'après Jean de Bodt

En 1699, il suit un appel de l'électeur de Brandebourg Frédéric III à Berlin et est affecté au 20e régiment de fusiliers (Alt-Bornstedt). Il commence d'abord son œuvre par d'importantes mesures de sécurité, puis il modifie progressivement les anciens plans et trouve de nouvelles formes inspirées du classicisme français et de l'architecture anglaise de la fin du XVIIe siècle. À Berlin, en tant que chef de l'ensemble du secteur de la construction, il achève à partir de l'automne 1699 l'arsenal, basé sur les plans de Johann Arnold Nering et poursuivi après sa mort par Martin Grünberg et en 1698/99 par Andreas Schlüter, ce dernier ayant déjà réalisé une partie de la sculpture du bâtiment en 1695//96. Pour le compléter, de Bodt fait venir le Français Guillaume Hulot à Berlin. Cependant, des éléments essentiels de l'armurerie remontent aux concepts de de Bodt. Il conçoit également certaines parties du château de Potsdam.
Dans l'intention d'obtenir une couronne royale, Frédéric III souhaite, pour des raisons de représentation, une valorisation culturelle du futur « Royaume de Prusse » et persuade les familles les plus riches de Prusse-Orientale de construire des palais baroques ; de Bodt y participe avec les projets du château de Friedrichstein et du château de Schlodien. Ses plans pour Friedrichstein, le château des comtes Dönhoff, sont réalisés entre 1709 et 1714 par l'architecte Jean de Collas, également huguenot au parcours de vie similaire ; Jean de Bodt et Jean de Collas se connaissaient probablement : tous deux s'enfuient d'abord en Hollande, puis dans l'entourage de Guillaume III d'Orange à Londres avec lui, et tous deux arrivent en Prusse vers 1700. Philipp Gerlach commence en 1715 la construction de la tour de l'église paroissiale de Berlin selon les plans de de Bodt. Il dessine les plans du château de Wentworth près de York pour l'ambassadeur anglais Thomas Wentworth.
Depuis mars 1701, il est membre à part entière de ce qui était alors la Société royale prussienne des sciences. Le 9 mai 1705, il est décidé qu'il deviendrait commandant du corps du génie, d'abord sans brevet. Le 14 septembre 1706, il reçoit sa commission de colonel. Le 24 décembre 1715, le roi Frédéric-Guillaume Ier le promeut général de division. Le 1er janvier 1722, De Bodt devient commandant de la forteresse de Wesel et l'agrandit. La Porte de Berlin (de) est son œuvre. Il charge Hulot, qui, comme la plupart des artistes de la cour de Berlin, a été licencié sans préavis lors de son arrivée au gouvernement en 1713, de réaliser l'œuvre sculpturale.
Saxe
La rupture se produit lorsque le roi préfère Walrawe (de) lors de l'agrandissement de la forteresse de Magdebourg. De Bodt demande alors à partir. Par l'intermédiaire de son ami Longuelune (de), il succède à August Christoph von Wackerbarth (de) en Saxe en 1728 comme directeur général des bâtiments civils et militaires et chef du corps du génie, pour lequel il reçoit le grade de lieutenant général. Il est également le supérieur du bureau de construction civile. Dans ce rôle, il modernise la forteresse de Königstein à partir de 1734 pour le compte de Frédéric-Auguste II. Entre 1735 et 1737, il fait construire l'aile Elbe de la forteresse et la nouvelle caserne du château de Sonnenstein (de) au-dessus de Pirna, qui survivent jusqu'à ce jour. En 1741, il est nommé général d'infanterie. Cependant, ces grades ne sont guère associés à des fonctions militaires, mais servent simplement à classer son salaire en tant qu'architecte en chef de l'État.
À Dresde, il dirige, entre autres, la vaste rénovation du palais japonais. Semblable à son portique à l'Arsenal de Berlin et aux châteaux de Prusse-Orientale, il conçoit également un portique à piliers avec un pignon triangulaire, mais ici couronné par un dôme et flanqué de personnages derrière le triangle du pignon - un arrangement que Paul Wallot adoptera plus tard pour le niveau gigantesque du bâtiment du Reichstag à Berlin. « En fait, sa monumentalité est étrangère à Dresde, mais cette partie centrale s'associe de manière réussie aux formes courbes des toits des pavillons d'angle, qui remontent à Pöppelmann. »
En 1737, à la demande de Frédéric-Auguste II, il élabore le projet d'un « institut spécial » pour les officiers ingénieurs. En décembre 1743, elle commence à enseigner sous le nom d'« Académie d'ingénierie de Dresde » avec initialement deux professeurs permanents. Dans les salles de la caserne Neustadt sur Niedergraben, connue à la fois comme école de chevaliers et comme école militaire, les mathématiques et leurs applications, la construction de forteresses et la guerre, la géodésie théorique et pratique, la cartographie, la géographie, l'architecture civile, la mécanique, y compris l'hydromécanique et le génie mécanique. sont enseignés. Seulement interrompue par la guerre de Sept Ans (1756-1763), l'académie d'ingénieurs fonctionne avec près de cinq professeurs jusqu'à l'époque des guerres napoléoniennes.
En 2005, la bibliothèque du musée de Winterthur (en) (près de Wilmington (Delaware)) acquit une riche anthologie de modèles ornementaux appartenant à de Bodt.

## Images de bâtiments par Jean de Bodt

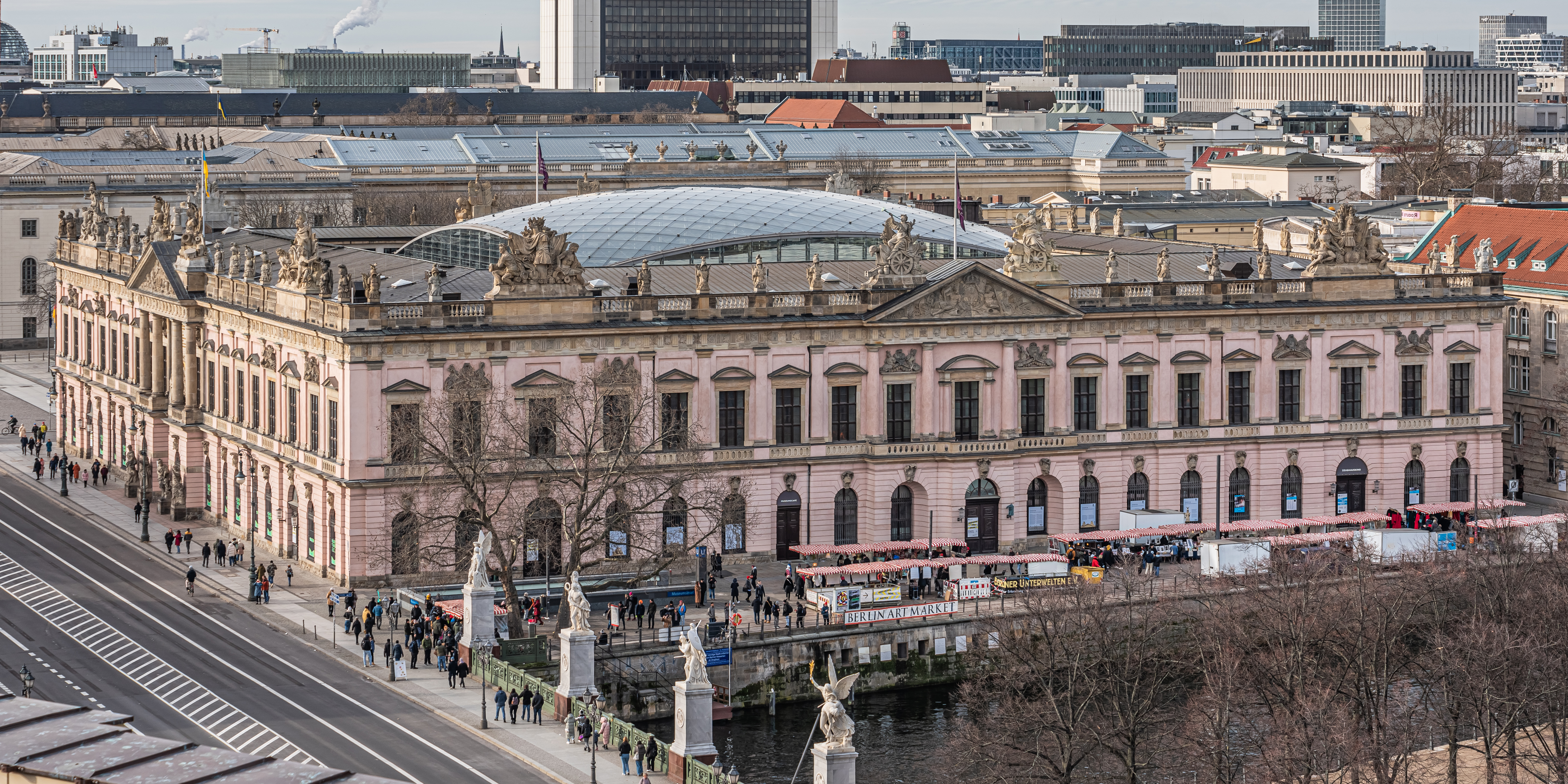
Arsenal de Berlin
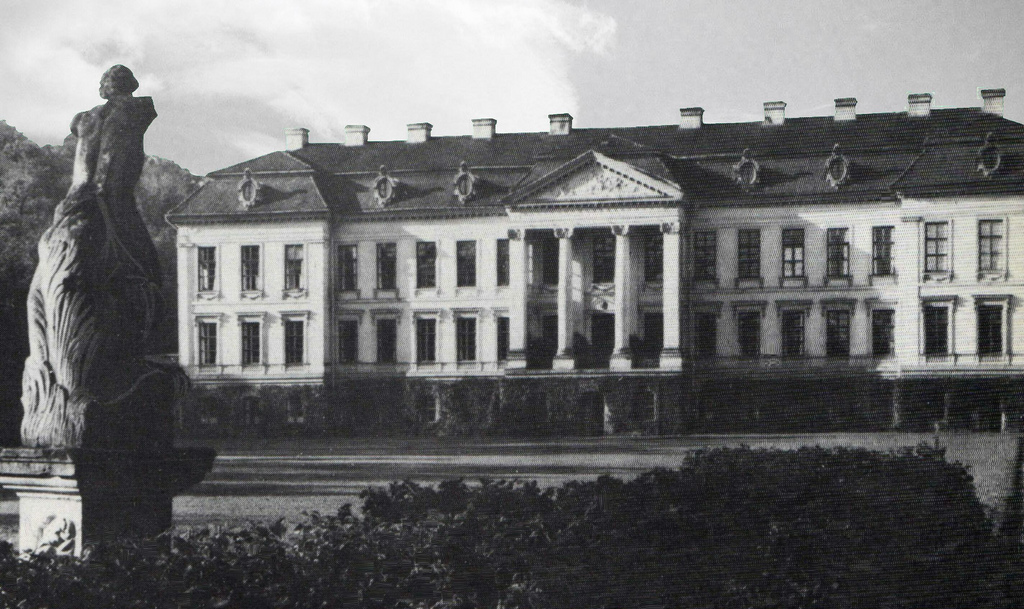
Château de Friedrichstein, Prusse-Orientale
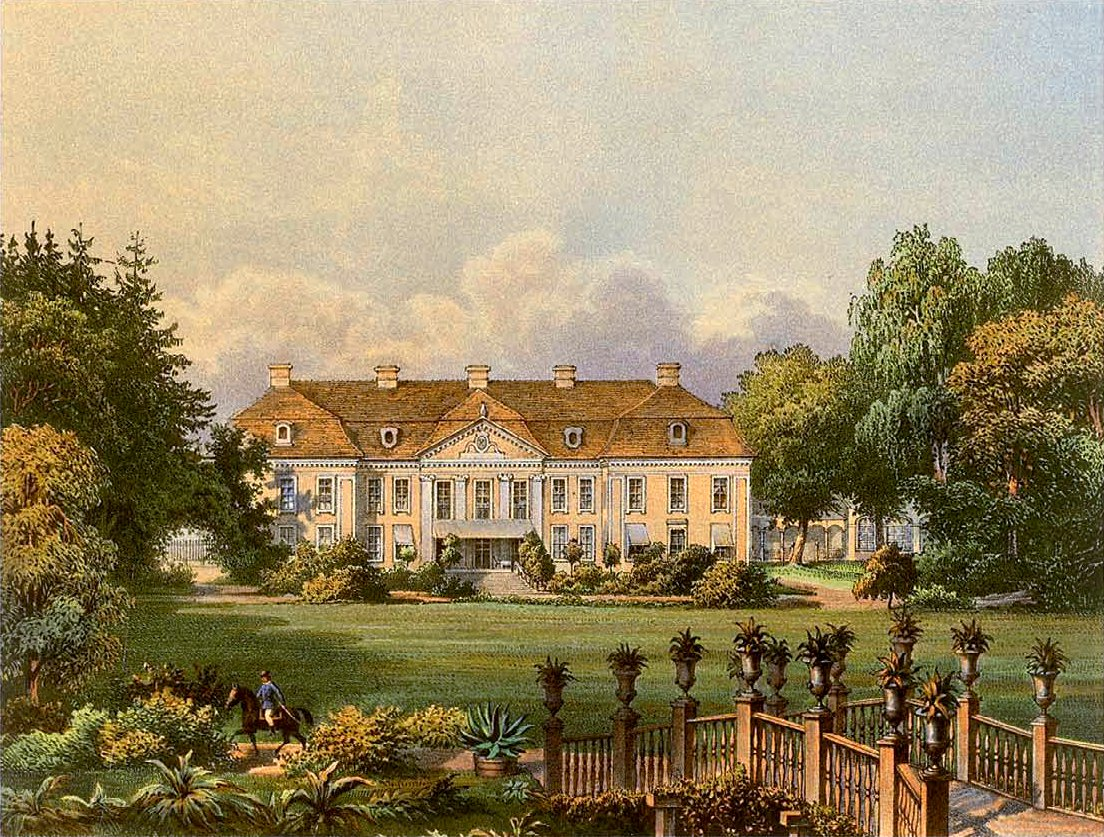
Château de Schlodien, Prusse-Orientale
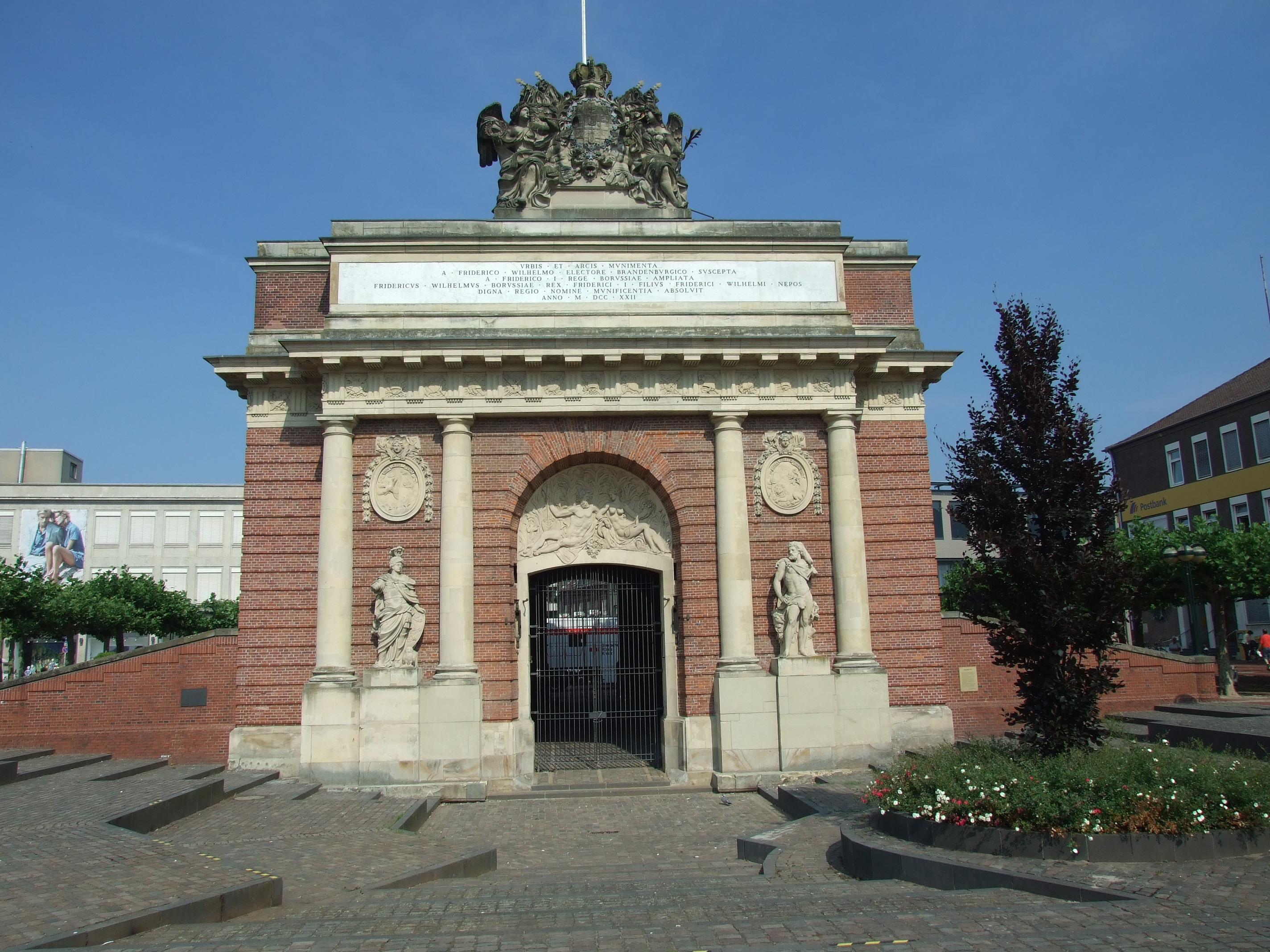
Porte de Berlin (de)
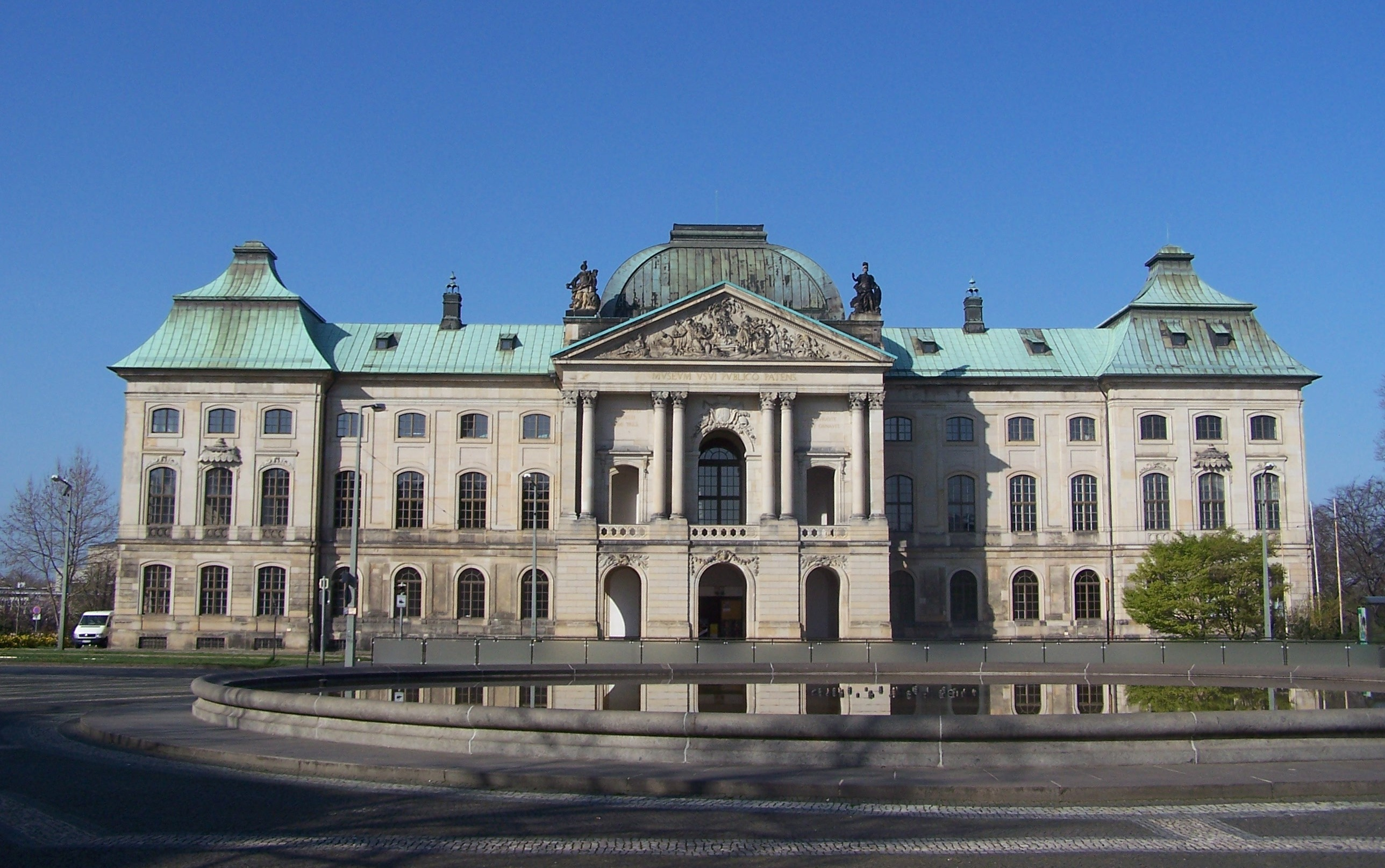
Palais Japonais, Dresde